# Santo Amaro

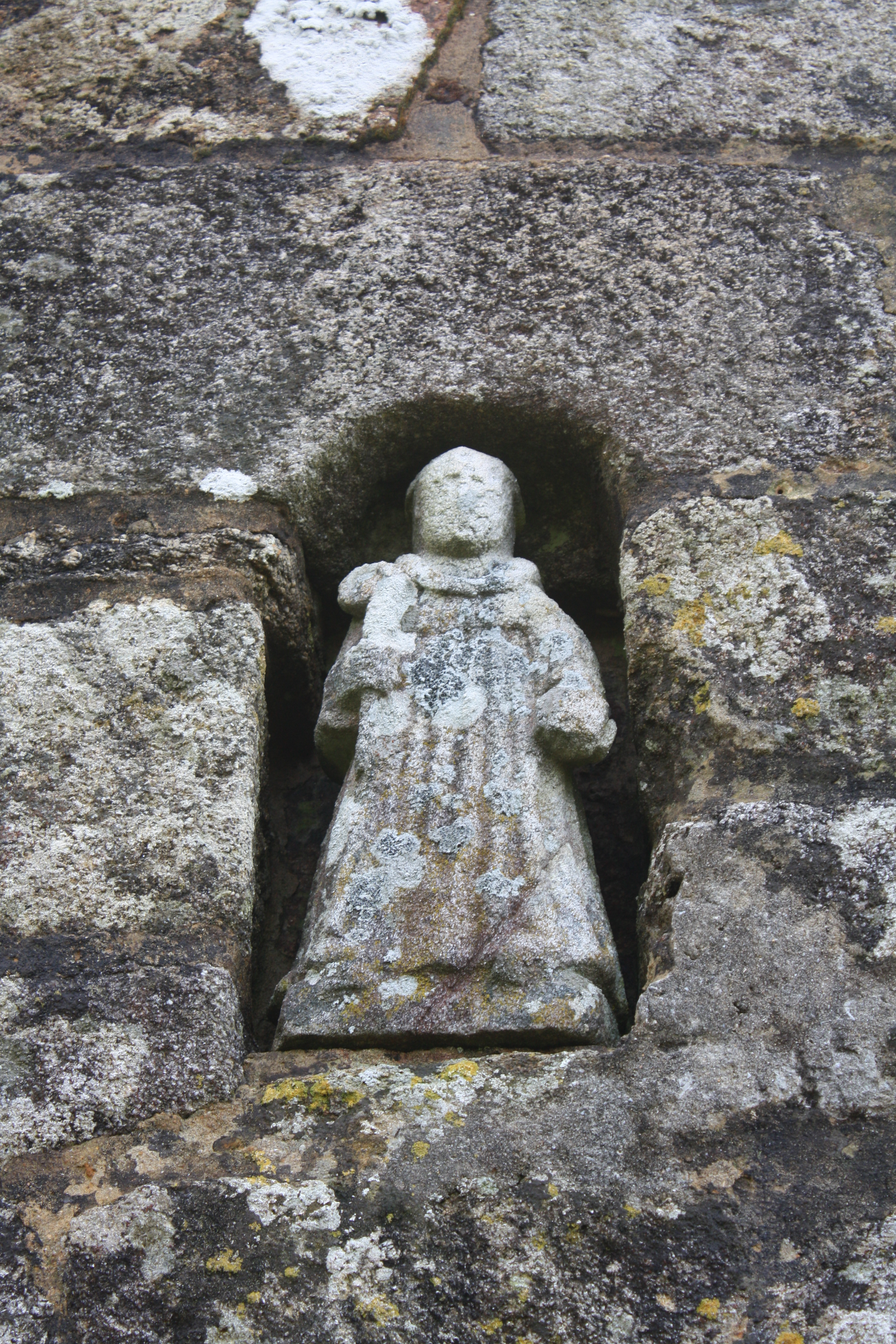
San Amaro de Arra, Sanxenxo, Pontevedra

Santo Amaro é um santo cristão de origem lendária, habitante da terra de "Alia", cuja vida lendária era de conhecimento generalizado na Península Ibérica do final da Idade Média e do Século de Ouro.

## Lenda da vida de Santo Amaro
A lenda medieval A vida do bem-aventurado Santo Amaro é uma criação medieval de religiosidade popular muito conhecida em toda a Península Ibérica ao longo da última Idade Média e de todo o Século de Ouro, apresentando-se como um verdadeiro compêndio de várias correntes religiosas, literárias e até folclóricas do medievo, representando uma ligação entre a hagiografia e a literatura. É possível que em algum tempo tenha existido um santo varão, origem histórica de Santo Amaro, o qual teria inspirado um sem fim de aportações fictícias e até inverosímeis à sua vida, embora tal nunca tenha sido descoberto. O que ficou foi um relato multicolorido, que talvez tenha sido em algum momento um breve exemplum ou lenda folclórica, como continua sendo em algumas partes da Galiza, o qual terá sofrido um processo evolutivo, em que tomou parte a criatividade artística individual. As visões de além-túmulo e as viagens ao outro mundo, o sermão didático, a himnodia, o culto mariano e tantos outros elementos, todos enquadrados no contexto da típica vida, fundem-se na criação de "Amaro".
Segundo a lenda, a sua vida, tal como o seu nome, estaria cheia de amargura, tal como seria de esperar para todo aquele que segue o estreito caminho do Senhor, na doutrina cristã. Rico e de boa família, o santo dedicava-se a cuidar dos pobres, das viúvas e sobretudo dos peregrinos que passavam pela sua terra de Alia, perguntando a todos somente uma coisa: A localização do Paraíso Terreno, já que era seu grande anseio ver esse jardim sagrado "por revelação e por mostra que corporalmente o visse". Uma noite ouviu uma voz celestial que lhe anunciou que o seu desejo havia sido concedido, e que lhe mandava que saísse de barco com companhia, sem perguntar aonde os levaria Deus. Distribuiu os seus bens, guardando somente o necessário para sobreviver. 

### A viagem
Fizeram-se à vela, e ao fim de sete meses chegaram à ilha de "Terra Deserta"" onde, apesar do seu nome, a terra era fértil, as mulheres formosas, mas, em contraste, os homens feios. Logo se ouviu outra voz celeste ordenando a Santo Amaro que partisse dessa terra maldita de Deus. Passou pelo Mar Vermelho, indo ter à terra de "Fonte Clara", abençoada com todos os prazeres imaginários. Aí homens e mulheres viviam trezentos anos, sendo as pessoas mais belas e corteses do mundo. Santo Amaro, sozinho, ouviu novamente a voz celestial, advertindo-o de que se não saísse dali imediatamente, os seus companheiros se acostumariam demasiado ao lugar e não o acompanhariam mais na sua busca. Subiram as velas, mas ao fim de pouco tempo encontravam-se no "Mar Coalhado", onde o navio não se conseguia mover e uns monstros marinhos devoravam os cadáveres dos tripulantes de sete barcos que se haviam quedado imobilizados. Aterrorizado, Santo Amaro ergueu a voz ao céu, pedindo ajuda à Virgem, a qual lhe apareceu numa Visão em toda a sua grandeza celestial. Depois desta visão ouviu-se outra voz, a qual lhe mandava que enchesse os odres de ar e que os deitasse ao mar. As bestas, tomando os odres por homens, lançaram-se sobre eles, originando uma brisa forte o suficiente para impulsionar o navio, fazendo-o sair dali.
Ao fim de três dias chegaram à "Ilha Deserta" onde os animais, inexplicavelmente, se matavam uns aos outros em dia de São João, e onde encontraram um ermitão, que lhes disse que navegassem para Oriente, "de onde nasce o Sol". Logo chegaram a "Val de Flores" onde vivia o ermitão Leonatis, o qual, como testemunhava o nome, havia feito amizade com os leões. Santo Amaro deixou a sua companhia para se consultar com o santo homem. Após quarenta dias despediram-se os dois, não sem uma grande pena por parte de Leonatis. Já ido Santo Amaro, chegou a Leonatis uma santa mulher, nova em cena, Baralides, que havia visto o Paraíso Terrestre, oferecendo ao ermitão dois ramos floridos, os quais tinham o poder de converter toda a pena em alegria. Santo Amaro, seguindo as ordens que lhe havia dado Leonatis, deixou os seus companheiros, mandando-lhes que fundassem uma cidade no sítio onde se encontravam. Sozinho, encontrou um mosteiro de nobres damas ao pé de uma montanha. Antes da sua chegada a santa Baralides havia visitado esse mosteiro, e havia anunciado a visita iminente do santo. Ali ficou durante dezassete dias, ao fim dos quais Baralides lhe pediu que abençoasse sua sobrinha Brígida, a qual havia feito a Amaro uma vestimenta branca que utilizara na sua peregrinação. Baralides apenas lhe pediu que lhe desse a sua velha vestimenta para que servisse de recordação a sua sobrinha.

### Santo Amaro encontra o Paraíso Terreno
Após escalar uma montanha, viu o santo um castelo precioso, de cujas torres saíam quatro grandes rios. Em frente havia um grande campo verde, com um pavilhão de cristal coberto de pedras preciosas. No seu interior, toda a tristeza se convertia em alegria. Quis o santo passar pela porta do castelo, mas impediu-o um porteiro; só podia ver o interior do castelo a partir do portão. Ao longe, Amaro viu a paisagem característica do Paraíso Terreno. Os pássaros cantavam tão melodiosamente, que o encanto de suas vozes fazia com que mil anos se passassem como se fossem um só dia. No meio de tudo adorava-se a Virgem, e jovens donzelas tangiam instrumentos e bailavam em seu torno. Todos lhe passavam em frente, depositando a seus pés coroas e ramos de palmeira. Até os pássaros vinham venerar a Mãe de Deus. Quando Santo Amaro pediu novamente ao porteiro que o deixasse entrar, este disse-lhe que já era hora de partir dali, que haviam passado 266 anos no portão do Paraíso Terreno e não havia envelhecido absolutamente nada. Disse-lhe que chegaria o dia em que poderia entrar no Paraíso Celeste, o qual era ainda mais glorioso que o terrestre. Ofereceu-lhe ainda frutas do Paraíso, mas Amaro apenas quis um pouco de terra.
Ao regressar ao sítio onde havia deixado os seus companheiros, viu que se havia construído aí uma grande cidade. Quando os descendentes daqueles que haviam feito parte da sua companhia se deram conta de quem era, concederam-lhe as honras devidas. Viveu o resto da sua vida num mosteiro por si fundado, perto do mosteiro das nobres damas, e ao morrer foi enterrado ao lado de suas duas santas amigas, Beralides e Brígida.

## História e origem

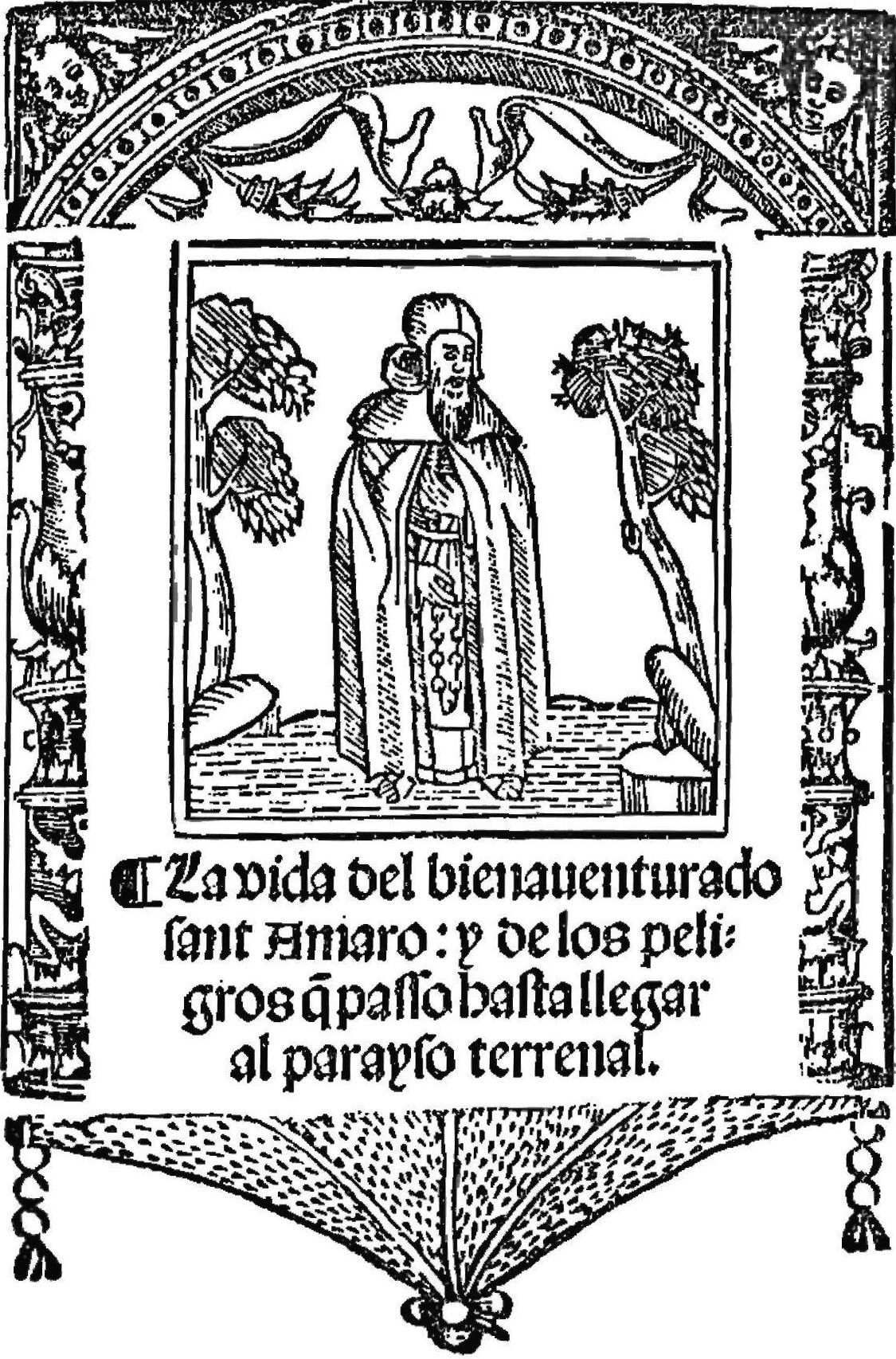
Frontispício de La vida del bienaventurato Sant Amaro, início do século XVI, Biblioteca do Escorial

A versão mais antiga de Amaro que existe é a portuguesa, que se encontra no Codex Alcobacensis 266, copiado no século XIV por um monge cisterciense por nome Hilário da Lourinhã, hoje na Biblioteca Nacional de Lisboa, e publicado por Otto Klob em 1901. Klob insistiu que deverá ter existido um texto manuscrito, provavelmente em latim, que deverá ter servido de base para esta versão, e a versão castelhana de 1552. No entanto, as diferenças entre os dois textos parecem ser demasiadas para suportar essa hipótese, sendo mais provável que ambas estas tradições remontem a um Urtext bastante anterior ao de Alcobaça e que, uma vez divididas as duas correntes textuais, o conto de Santo Amaro se viria a desenvolver de uma maneira característica a uma e a outra tradição.
Uma vez que não existe um santo com o nome de Amaro em nenhuma outra literatura, coloca-se a questão da sua origem, claramente apócrifa, e aparentemente restrita à Península Ibérica. Arturo Graf considera-o um dos grandes enigmas da hagiografia medieval. O facto de ser incluído no Codex Alcobacensis 266, que representa o que seria uma colectânea de "best-sellers" medievais, indicam que o texto possuía então considerável popularidade, apesar de apenas nos restar um único documento do século XIV para atesta-lo. É interessante notar que enquanto existem originais em latim dos outros textos do Codex Alcobacensis 266 por toda a Europa Ocidental, até ao momento não se encontrou a versão em latim do Amaro.
As várias correntes que se manifestam no Amaro levam a crer que dificilmente teria sido obra de um único autor, que teria criado toda a história como se conhece actualmente; de facto, Amaro tem de ser encarado como um produto da criação colectiva popular da Idade Média, criadora de heróis cristãos através de um longo processo de fusão de vidas de vários santos por semelhança de nome, símbolo ou tema, no qual se misturam elementos de cariz bem mais folclórico que de teologia ortodoxa. Deste modo, o original em latim, a ter existido, provavelmente representaria ele próprio uma codificação do que poderia ter sido uma grande lenda popular.